# Euryplatea nanaknihali
Euryplatea nanaknihali ist eine Fliegenart aus der Familie der Buckelfliegen (Phoridae). Die Tiere werden rund 0,4 mm lang und sind damit die kleinsten bekannten Zweiflügler. Ihre Lebensweise ist unerforscht, vermutlich aber sind sie Parasitoide an Ameisen wie die verwandte Euryplatea eidmanni. Euryplatea nanaknihali zeichnet sich durch einen kompakten, rundlichen Körper, kurze Flügel und kleine Augen aus. Die bekannte Verbreitung beschränkt sich auf Thailand, wo die Art 2008 im Nationalpark Kaeng Krachan gefunden wurde. Sie wurde 2012 von Brian V. Brown beschrieben.

## Merkmale
Euryplatea nanaknihali wird etwa 0,4 mm lang und hat eine limuloide Körperform, das heißt, Kopf und Hinterleib sind kompakt und ähnlich gerundet wie der Schild von Pfeilschwanzkrebsen. Der Körper der Art ist spärlich mit Borsten bedeckt und von hellbrauner Farbe. Die Augen der Fliege sind im Verhältnis zum restlichen Körper sehr klein. Ocelli und Stirnborsten fehlen der Art. Unter den Antennen weist sie zwei mal vier Wangenborsten auf. Das erste Flagellomer ist lang und spitz zulaufend, die Fühlerborsten sind kurz und lang befiedert. Der Palpus entspricht dem Grundbauplan der Buckelfliegen und ist mit langen, dicken Borsten besetzt. Die Mundwerkzeuge sind gut entwickelt mit großen, breiten Labella. Der Halsschild besitzt keine langen Borsten, ein Scutellum besitzt die Art nicht. Die Beine sind kurz und nur spärlich mit langen, robusten Borsten besetzt. Das hintere Femur ist vergrößert und sehr breit. Die Hintertibia besitzt eine Reihe dichter, palisadenartig angeordneter Borsten. Die Tarsomere sind bei E. nanaknihali kurz und gerundet, ihre 0,23 mm langen Flügel sind von gräulicher Farbe. Die Costalader ist mit dem 0,9-Fachen der Flügellänge äußerst lang. Die Radialadern sind weitgehend verschmolzen. Die Flügeladern R2+3 fehlen der Art ebenso wie dünne Adern. Die Halteren erreichen etwa ein Drittel der Flügellänge. Die abdominalen Tergite sind vollständig vorhanden, das Abdominalsternit fehlt. E. nanaknihali besitzt einen spitzen, für Parasitoide typischen Legestachel.

## Verbreitung

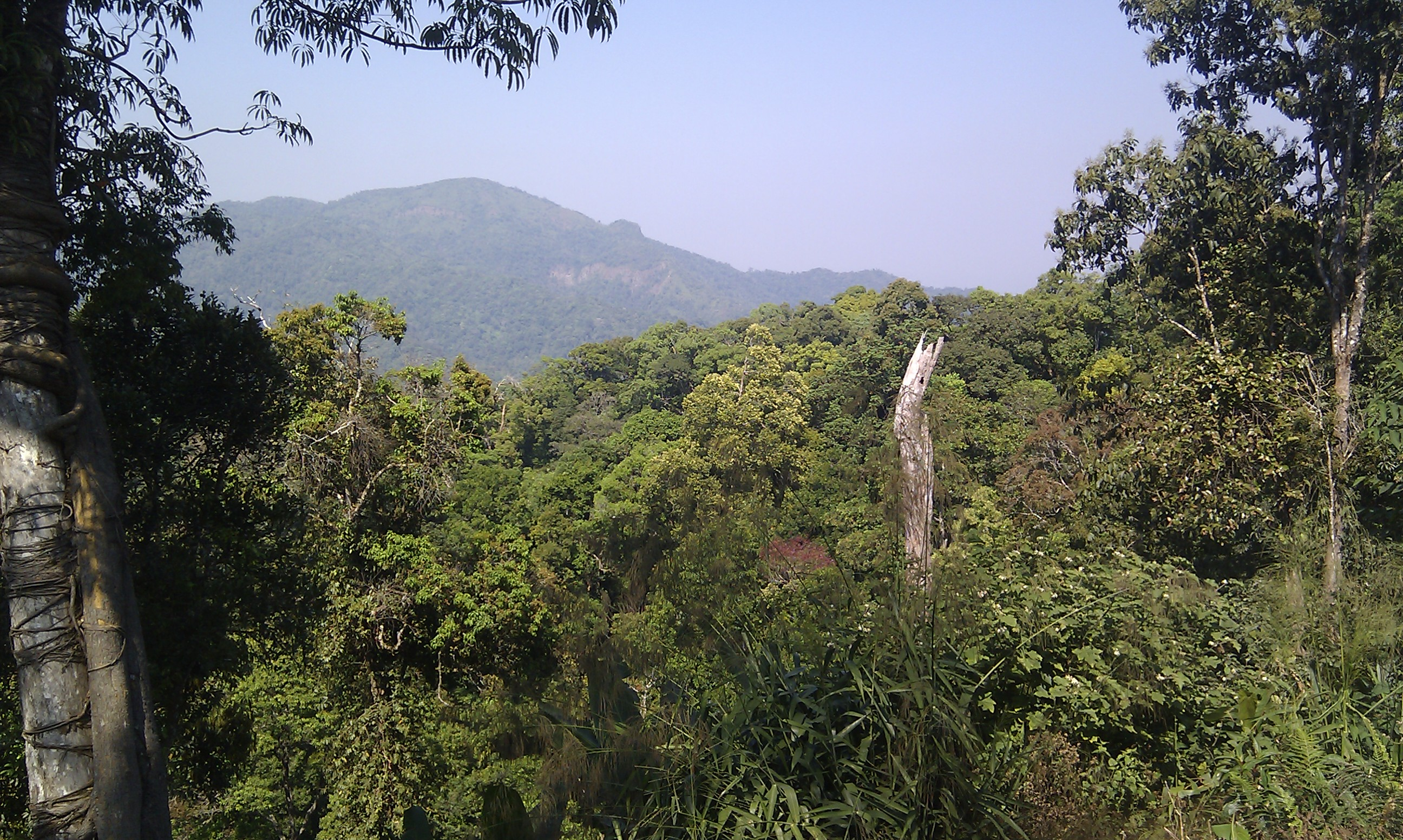
Der bislang einzige Fundort von Euryplatea nanaknihali ist der Nationalpark Kaeng Krachan in Thailand.

Euryplatea nanaknihali ist bislang nur aus Thailand bekannt, wo sie im Nationalpark Kaeng Krachan entdeckt wurde. Mit Blick auf die Verbreitung der Gattung Euryplatea ist das bemerkenswert, da die einzige andere bekannte Art, E. eidmanni, nur auf Bioko vor der äquatorialguineischen Atlantikküste vorkommt.

## Lebensweise

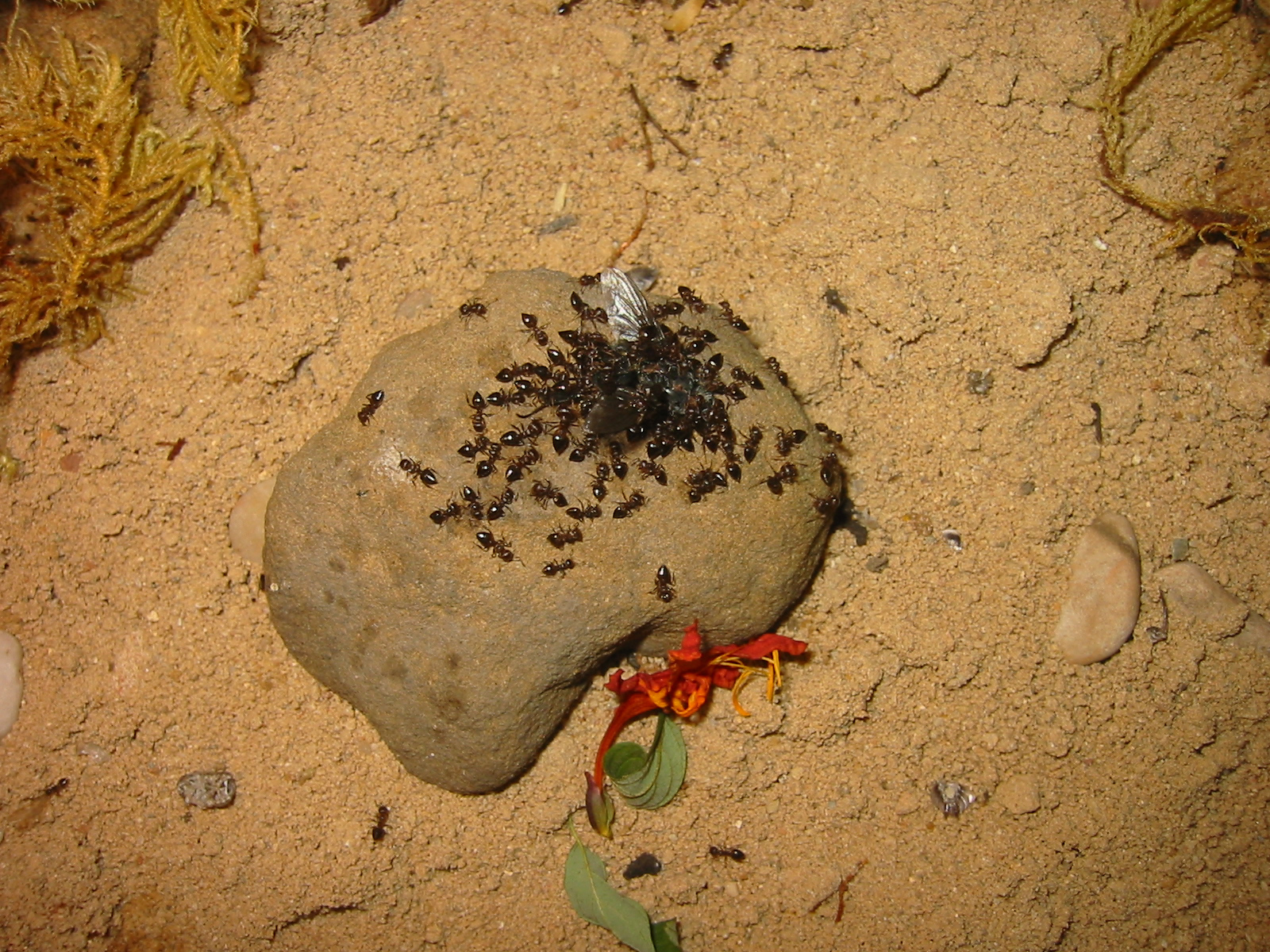
Die Ameisenart Crematogaster rogenhoferi ist möglicherweise der Wirt der Fliege.

Höchstwahrscheinlich parasitiert Euryplatea nanaknihali genauso wie viele andere Buckelfliegen Ameisen, indem sie Eier in deren Kopf legt, der später durch die Enzymproduktion der Larven abfällt. Da die nächstverwandte Art, E. eidmanni, ausschließlich Crematogaster impressa befällt, ist es wahrscheinlich, dass auch E. nanaknihali Arten der Gattung Crematogaster parasitiert. Allerdings kommen in Thailand keine Vertreter dieser Gattung vor, die größenmäßig oder geographisch in Frage kämen. Lediglich im nahen Vietnam kommt mit C. rogenhoferi eine Art vor, die mit 2 mm klein genug wäre, der Fliege als Wirt zu dienen.

## Systematik
Euryplatea nanaknihali ist neben E. eidmanni der einzige Vertreter der Gattung Euryplatea. Der Holotyp, eine weibliche Imago, wurde 2008 entdeckt und 2012 durch Brian V. Brown erstbeschrieben. Mit dem Artepitheton ehrte Brown Nanak Nihal Weiss, „einen jungen Entomologie-Enthusiasten aus Los Angeles“, in der Hoffnung, dessen Begeisterung weiter zu befeuern.